# Молодіжний чемпіонат світу з хокею із шайбою 1976
Молодіжний чемпіонат світу з хокею із шайбою 1976 (англ. 1976 World Junior Ice Hockey Championships) — неофіційній чемпіонат світу з хокею серед молодіжних команд, який відбувався у Фінляндії з 26 грудня 1975 року по 1 січня 1976 року.

## Підсумкова таблиця та результати
| М. |                |     | Канада | Чехословаччина | Фінляндія | Швеція | І | В | Н | П | Ш     | О   |
| -- | -------------- | --- | ------ | -------------- | --------- | ------ | - | - | - | - | ----- | --- |
| 1. | СРСР           |     | 5:2    | 3:2            | 6:4       | 5:2    | 4 | 4 | 0 | 0 | 19:10 | 8:0 |
| 2. | Канада         | 2:5 |        | 5:4            | 4:1       | 1:17   | 4 | 2 | 0 | 2 | 12:27 | 4:4 |
| 3. | Чехословаччина | 2:3 | 4:5    |                | 2:0       | 4:2    | 4 | 2 | 0 | 2 | 12:10 | 4:4 |
| 4. | Фінляндія      | 4:6 | 1:4    | 0:2            |           | 7:2    | 4 | 1 | 0 | 3 | 12:14 | 2:6 |
| 5. | Швеція         | 2:5 | 17:1   | 2:4            | 2:7       |        | 4 | 1 | 0 | 3 | 23:17 | 2:6 |

## Бомбардири
| М | Гравець           | Країна         | Г | П | О |
| - | ----------------- | -------------- | - | - | - |
| 1 | Валерій Євстифєєв | СРСР           | 4 | 4 | 8 |
| 2 | Карел Голий       | Чехословаччина | 5 | 2 | 7 |
| 3 | Валерій Брагін    | СРСР           | 4 | 2 | 6 |
| 4 | Сергій Подпорцев  | СРСР           | 2 | 4 | 6 |
| 5 | Матті Форсс       | Фінляндія      | 4 | 1 | 5 |
| 6 | Бйорн Юганссон    | Швеція         | 3 | 2 | 5 |
| 7 | Йозеф Лукаш       | Чехословаччина | 2 | 3 | 5 |
| 8 | Пітер Марш        | Канада         | 4 | 0 | 4 |
| 9 | Томас Градін      | Швеція         | 3 | 1 | 4 |
| 9 | Ганну Геландер    | Фінляндія      | 3 | 1 | 4 |
| 9 | Андерс Гоканссон  | Швеція         | 3 | 1 | 4 |

## Нагороди
Найкращі гравці, обрані дирекцією ІІХФ
- Найкращий воротар:  Сергій Бабарико
- Найкращий захисник:  Василь Первухін
- Найкращий нападник:  Валерій Євстифєєв

Команда усіх зірок, обрана ЗМІ
- Воротар:  Павол Шварни
- Захисники:  Бйорн Юганссон —  Василь Первухін
- Нападники:  Пітер Марш —  Карел Голий —  Валерій Євстифєєв

## Переможці
Склад збірної СРСР:
- воротарі — Сергій Бабарико («Кристал» Саратов), Юрій Шундров («Дизеліст»);
- захисники — Василь Первухін («Дизеліст»), Геннадій Іконников, В'ячеслав Фетісов (ЦСКА), Ірек Гімаєв[de] («Салават Юлаєв»), Євген Новиченко, Василь Паюсов («Динамо» Москва)
- нападники — Валерій Євстифеєв («Трактор»), Михайло Шостак («Динамо» Рига), Сергій Абрамов, Анатолій Степанов, Сергій Лантратов[ru] («Металург» Новокузнецьк), Валерій Брагін, Дмитро Федін («Спартак» Москва), Сергій Подгорцев («Хімік»), Олексій Фроліков («Динамо» Москва), Олександр Кабанов, Віктор Жуков (ЦСКА), Микола Дроздецький (СКА).
- Тренер — Ігор Тузик[1].